# Distrito de Tarbes
El distrito de Tarbes es un distrito (en francés arrondissement) de Francia, que se localiza en el département Altos Pirineos (en francés Hautes-Pyrénées), de la région Mediodía-Pirineos. Cuenta con 19 cantones y 225 comunas.
La capital de un distrito se llama subprefectura (sous-préfecture). Cuando un distrito contiene la prefectura (capital) del departamento, esa prefectura es la capital del distrito, y se comporta tanto como una prefectura como una subprefectura.

## División territorial

### Cantones
Los cantones del distrito de Tarbes son:
1. Cantón de Aureilhan
2. Cantón de Bordères-sur-l'Échez
3. Cantón de Castelnau-Magnoac
4. Cantón de Castelnau-Rivière-Basse
5. Cantón de Galan
6. Cantón de Laloubère
7. Cantón de Maubourguet
8. Cantón de Ossun
9. Cantón de Pouyastruc
10. Cantón de Rabastens-de-Bigorre
11. Cantón de Séméac
12. Cantón de Tarbes-1
13. Cantón de Tarbes-2
14. Cantón de Tarbes-3
15. Cantón de Tarbes-4
16. Cantón de Tarbes-5
17. Cantón de Tournay
18. Cantón de Trie-sur-Baïse
19. Cantón de Vic-en-Bigorre

### Comunas
| 1. Allier (65005)                 | 2. Andrest (65007)                 | 3. Angos (65010)                    | 4. Ansost (65013)                  |
| 5. Antin (65015)                  | 6. Arcizac-Adour (65019)           | 7. Aries-Espénan (65026)            | 8. Arné (65028)                    |
| 9. Artagnan (65035)               | 10. Aubarède (65044)               | 11. Aureilhan (65047)               | 12. Aurensan (65048)               |
| 13. Auriébat (65049)              | 14. Averan (65052)                 | 15. Azereix (65057)                 | 16. Barbachen (65061)              |
| 17. Barbazan-Debat (65062)        | 18. Barbazan-Dessus (65063)        | 19. Barry (65067)                   | 20. Barthe (65068)                 |
| 21. Bazet (65072)                 | 22. Bazillac (65073)               | 23. Bazordan (65074)                | 24. Bernac-Debat (65083)           |
| 25. Bernac-Dessus (65084)         | 26. Bernadets-Debat (65085)        | 27. Bernadets-Dessus (65086)        | 28. Betbèze (65088)                |
| 29. Betpouy (65090)               | 30. Bonnefont (65095)              | 31. Bonrepos (65097)                | 32. Bordes (65101)                 |
| 33. Bordères-sur-l'Échez (65100)  | 34. Bouilh-Devant (65102)          | 35. Bouilh-Péreuilh (65103)         | 36. Boulin (65104)                 |
| 37. Bours (65108)                 | 38. Bugard (65110)                 | 39. Burg (65113)                    | 40. Buzón (65114)                  |
| 41. Bégole (65079)                | 42. Bénac (65080)                  | 43. Cabanac (65115)                 | 44. Caharet (65118)                |
| 45. Caixon (65119)                | 46. Calavanté (65120)              | 47. Camalès (65121)                 | 48. Campuzan (65126)               |
| 49. Castelbajac (65128)           | 50. Castelnau-Magnoac (65129)      | 51. Castelnau-Rivière-Basse (65130) | 52. Castelvieilh (65131)           |
| 53. Casterets (65134)             | 54. Castéra-Lanusse (65132)        | 55. Castéra-Lou (65133)             | 56. Caubous (65136)                |
| 57. Caussade-Rivière (65137)      | 58. Chelle-Debat (65142)           | 59. Chis (65146)                    | 60. Cizos (65148)                  |
| 61. Clarac (65149)                | 62. Collongues (65151)             | 63. Coussan (65153)                 | 64. Devèze (65155)                 |
| 65. Dours (65156)                 | 66. Escaunets (65160)              | 67. Escondeaux (65161)              | 68. Estampures (65170)             |
| 69. Estirac (65174)               | 70. Fontrailles (65177)            | 71. Fréchou-Fréchet (65181)         | 72. Fréchède (65178)               |
| 73. Galan (65183)                 | 74. Galez (65184)                  | 75. Gardères (65185)                | 76. Gaussan (65187)                |
| 77. Gayan (65189)                 | 78. Gensac (65196)                 | 79. Gonez (65204)                   | 80. Goudon (65206)                 |
| 81. Guizerix (65213)              | 82. Hachan (65214)                 | 83. Hagedet (65215)                 | 84. Hibarette (65220)              |
| 85. Hiis (65221)                  | 86. Hitte (65222)                  | 87. Horgues (65223)                 | 88. Houeydets (65224)              |
| 89. Hourc (65225)                 | 90. Hères (65219)                  | 91. Ibos (65226)                    | 92. Jacque (65232)                 |
| 93. Juillan (65235)               | 94. Labatut-Rivière (65240)        | 95. Lacassagne (65242)              | 96. Lafitole (65243)               |
| 97. Lagarde (65244)               | 98. Lahitte-Toupière (65248)       | 99. Lalanne (65249)                 | 100. Lalanne-Trie (65250)          |
| 101. Laloubère (65251)            | 102. Lamarque-Pontacq (65252)      | 103. Lamarque-Rustaing (65253)      | 104. Laméac (65254)                |
| 105. Lanespède (65256)            | 106. Lanne (65257)                 | 107. Lansac (65259)                 | 108. Lapeyre (65260)               |
| 109. Laran (65261)                | 110. Larreule (65262)              | 111. Larroque (65263)               | 112. Lascazères (65264)            |
| 113. Laslades (65265)             | 114. Lassales (65266)              | 115. Layrisse (65268)               | 116. Lescurry (65269)              |
| 117. Lespouey (65270)             | 118. Lhez (65272)                  | 119. Liac (65273)                   | 120. Libaros (65274)               |
| 121. Lizos (65276)                | 122. Loucrup (65281)               | 123. Louey (65284)                  | 124. Louit (65285)                 |
| 125. Lubret-Saint-Luc (65288)     | 126. Luby-Betmont (65289)          | 127. Luc (65290)                    | 128. Luquet (65292)                |
| 129. Lustar (65293)               | 130. Madiran (65296)               | 131. Mansan (65297)                 | 132. Marquerie (65298)             |
| 133. Marsac (65299)               | 134. Marseillan (65301)            | 135. Mascaras (65303)               | 136. Maubourguet (65304)           |
| 137. Mazerolles (65308)           | 138. Mingot (65311)                | 139. Momères (65313)                | 140. Monfaucon (65314)             |
| 141. Monlong (65316)              | 142. Monléon-Magnoac (65315)       | 143. Montastruc (65318)             | 144. Montignac (65321)             |
| 145. Moulédous (65324)            | 146. Moumoulous (65325)            | 147. Mun (65326)                    | 148. Nouilhan (65330)              |
| 149. Odos (65331)                 | 150. Oléac-Debat (65332)           | 151. Oléac-Dessus (65333)           | 152. Organ (65336)                 |
| 153. Orieux (65337)               | 154. Orincles (65339)              | 155. Orleix (65340)                 | 156. Oroix (65341)                 |
| 157. Osmets (65342)               | 158. Ossun (65344)                 | 159. Oueilloux (65346)              | 160. Oursbelille (65350)           |
| 161. Ozon (65353)                 | 162. Peyraube (65357)              | 163. Peyret-Saint-André (65358)     | 164. Peyriguère (65359)            |
| 165. Peyrun (65361)               | 166. Pintac (65364)                | 167. Poumarous (65367)              | 168. Pouy (65368)                  |
| 169. Pouyastruc (65369)           | 170. Pujo (65372)                  | 171. Puntous (65373)                | 172. Puydarrieux (65374)           |
| 173. Rabastens-de-Bigorre (65375) | 174. Recurt (65376)                | 175. Ricaud (65378)                 | 176. Sabalos (65380)               |
| 177. Sabarros (65381)             | 178. Sadournin (65383)             | 179. Saint-Lanne (65387)            | 180. Saint-Lézer (65390)           |
| 181. Saint-Martin (65392)         | 182. Saint-Sever-de-Rustan (65397) | 183. Salles-Adour (65401)           | 184. Sanous (65403)                |
| 185. Sariac-Magnoac (65404)       | 186. Sarniguet (65406)             | 187. Sarriac-Bigorre (65409)        | 188. Sarrouilles (65410)           |
| 189. Sauveterre (65412)           | 190. Sentous (65419)               | 191. Siarrouy (65425)               | 192. Sinzos (65426)                |
| 193. Sombrun (65429)              | 194. Soréac (65430)                | 195. Soublecause (65432)            | 196. Soues (65433)                 |
| 197. Souyeaux (65436)             | 198. Sère-Rustaing (65423)         | 199. Ségalas (65414)                | 200. Séméac (65417)                |
| 201. Sénac (65418)                | 202. Séron (65422)                 | 203. Talazac (65438)                | 204. Tarasteix (65439)             |
| 205. Tarbes (65440)               | 206. Thermes-Magnoac (65442)       | 207. Thuy (65443)                   | 208. Tostat (65446)                |
| 209. Tournay (65447)              | 210. Tournous-Darré (65448)        | 211. Tournous-Devant (65449)        | 212. Trie-sur-Baïse (65452)        |
| 213. Trouley-Labarthe (65454)     | 214. Ugnouas (65457)               | 215. Vic-en-Bigorre (65460)         | 216. Vidou (65461)                 |
| 217. Vidouze (65462)              | 218. Vielle-Adour (65464)          | 219. Vieuzos (65468)                | 220. Villefranque (65472)          |
| 221. Villembits (65474)           | 222. Villemur (65475)              | 223. Villenave-près-Béarn (65476)   | 224. Villenave-près-Marsac (65477) |
| 225. Visker (65479)               |                                    |                                     |                                    |